# 22. Zusatzartikel zur Verfassung der Vereinigten Staaten

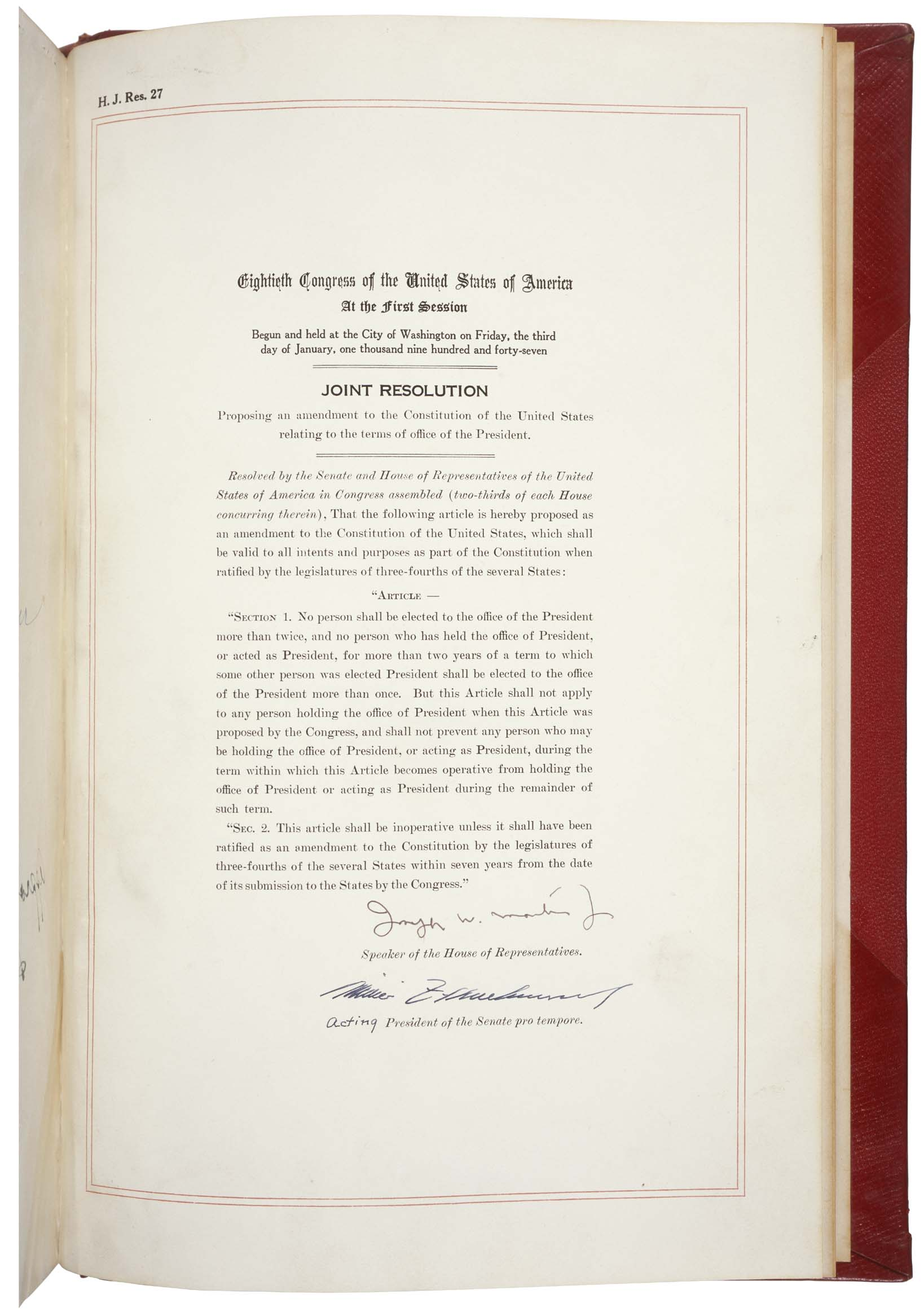
22. Zusatzartikel der amerikanischen Verfassung

Der 22. Zusatzartikel zur Verfassung der Vereinigten Staaten begrenzt die Amtszeit des Präsidenten auf maximal zwei Amtsperioden. Der Kongress brachte den Zusatz am 21. März 1947 ein, am 27. Februar 1951 trat er in Kraft. Vor dem Inkrafttreten des Zusatzartikels war eine Wiederwahl mehr als ein Mal möglich. Nur Franklin D. Roosevelt wurde zu mehr als zwei Amtszeiten gewählt. Seine Wahl für eine vierte Amtszeit im November 1944 war der Auslöser, eine Amtszeitbegrenzung in der Verfassung zu verankern.

## Text

### Englisch

#### Section 1
No person shall be elected to the office of the President more than twice, and no person who has held the office of President, or acted as President, for more than two years of a term to which some other person was elected President shall be elected to the office of the President more than once. But this Article shall not apply to any person holding the office of President when this Article was proposed by the Congress, and shall not prevent any person who may be holding the office of President, or acting as President, during the term within which this Article becomes operative from holding the office of President or acting as President during the remainder of such term.

#### Section 2
This article shall be inoperative unless it shall have been ratified as an amendment to the Constitution by the legislatures of three-fourths of the several States within seven years from the date of its submission to the States by the Congress.

### Deutsch

#### Absatz 1
Niemand darf mehr als zweimal in das Amt des Präsidenten gewählt werden und niemand, der länger als zwei Jahre der Amtszeit, für die ein anderer zum Präsidenten gewählt worden war, das Amt des Präsidenten innehatte oder dessen Geschäfte wahrnahm, darf mehr als einmal in das Amt des Präsidenten gewählt werden. Dieser Zusatzartikel findet jedoch keine Anwendung auf jemanden, der das Amt des Präsidenten zu dem Zeitpunkt innehatte, zu dem dieser Zusatzartikel durch den Kongress vorgeschlagen wurde, noch hindert er jemanden, der das Amt des Präsidenten in der Periode innehat oder wahrnimmt, in der dieser Zusatzartikel in Kraft tritt, daran, für den Rest dieser Amtsperiode das Amt des Präsidenten innezuhaben oder dessen Geschäfte wahrzunehmen.

#### Absatz 2
Dieser Zusatzartikel ist unwirksam, wenn er nicht durch die gesetzgebenden Körperschaften von drei Vierteln der Einzelstaaten binnen sieben Jahren, gerechnet vom Zeitpunkt seiner Übermittlung an die Staaten durch den Kongress, als Verfassungszusatz ratifiziert wird.

## Begrenzung der Amtszeit

### Vormalige Tradition von maximal zwei Amtszeiten
Oftmals wird behauptet, dass der erste Präsident der Vereinigten Staaten, George Washington, die Tradition begründet habe, die Ausübung des Amtes des Präsidenten auf zwei Amtsperioden zu begrenzen. Sein Abschiedsgruß legt jedoch die Annahme nahe, dass er lediglich aus Altersgründen davon abgesehen hat, sich um eine dritte oder weitere Amtsperioden zu bemühen. Eher wahrscheinlich ist die Annahme, dass der 3. US-Präsident Thomas Jefferson diese Sitte eingeführt hat. So schrieb Jefferson: „Falls keine Begrenzung der Amtszeit des Staatsoberhaupts in der Verfassung vorgesehen ist oder aber durch Gewohnheitsrecht geschaffen wird, so wird das Amt, das eigentlich nur für vier Jahre übertragen werden soll, de facto auf Lebenszeit übertragen.“ Jeffersons direkte Nachfolger im Amt des Präsidenten, James Madison und James Monroe, hingen ebenfalls dem Prinzip der Begrenzung der Amtszeit des Präsidenten auf zwei Amtsperioden an.

### Versuche einer zweiten Wiederwahl
Nur wenige Präsidenten versuchten, zum dritten Mal gewählt zu werden. Nachdem Ulysses Simpson Grant bereits für zwei Amtszeiten das Amt des Präsidenten innehatte, strebte er eine dritte Amtsperiode an, wurde von seiner Partei aber nicht mehr nominiert.
Theodore Roosevelt folgte 1901 dem ermordeten William McKinley ins Amt nach und sicherte sich nach Ablauf der Amtsperiode seine Wiederwahl. Als er 1912 ein weiteres Mal zum US-Präsidenten gewählt werden wollte, unterlag er Woodrow Wilson. Auch war Roosevelt nicht durch seine Partei, die Republikaner, vorgeschlagen worden (die den amtierenden William Howard Taft unterstützten), sondern trat für die Progressive Party an.

### Franklin D. Roosevelt
Unter dem Eindruck der Kriegsereignisse in Europa kandidierte der 58-jährige Franklin D. Roosevelt im Sommer 1940 als erster für eine dritte Amtsperiode zum US-Präsidenten und wurde im Juli von der Demokratischen Partei nominiert. Seine Anhänger begründeten den Bruch der bisherigen Tradition mit der besonderen Situation durch den Zweiten Weltkrieg, in den die USA damals noch nicht offiziell eingetreten waren. Im September 1940 ließ Präsident Roosevelt mit dem Zerstörer-für-Stützpunkte-Abkommen Schiffe an die Briten liefern, das Leih- und Pachtgesetz folgte alsbald. Zusammen mit Henry A. Wallace wurde Roosevelt im November 1940 als erster Präsident für eine dritte Amtszeit gewählt. Im Jahr 1944, während sich die USA an zwei Weltkriegsfronten auch mit Bodentruppen im Kriegszustand befanden, wurde Roosevelt mit Harry S. Truman als Vizepräsidentschaftskandidaten für eine vierte Amtsperiode zum Präsidenten gewählt. Er starb am 12. April 1945, knapp drei Monate nach der vierten Amtseinführung.
Nach seinem Tod wurde von verschiedenen Seiten die Einführung einer strengen Vorschrift in der Verfassung angestrebt, die Präsidenten verbieten sollte, mehr als zweimal in das Amt gewählt zu werden. Grund für die Einführung war die Befürchtung des Kandidaten von 1944, Thomas Dewey, dass eine 16-jährige Amtszeit von Roosevelt „die gefährlichste Bedrohung unserer Freiheit, die je vorgeschlagen wurde“ wäre, weshalb er solch eine Änderung unterstütze. Daher wurde der 22. Zusatz zur Verfassung der Vereinigten Staaten im Jahre 1947 durch den Kongress, der von den Republikanern kontrolliert wurde, eingeführt.

### Regelungen des Verfassungszusatzes
Aufgrund des Zusatzes darf niemand mehr als zweimal zum Präsidenten gewählt werden. Weiter darf niemand, der als Vizepräsident oder sonst in das Amt des Präsidenten nachgerückt ist, ohne zum Präsidenten gewählt worden zu sein, und danach mehr als zwei Jahre Präsident war oder anstelle des Präsidenten amtiert hat, mehr als einmal zum Präsidenten gewählt werden. Dies hat zur Konsequenz, dass gemäß dem Zusatz eine Person zwar nur zweimal zum Präsidenten, also insgesamt für acht Jahre, gewählt werden darf, theoretisch jedoch die Möglichkeit einer insgesamt zehnjährigen Amtszeit eröffnet wird. Umgekehrt kann bei einem Ausscheiden des Präsidenten nach weniger als zwei Jahren Amtszeit ein nachgerückter Vizepräsident nur einmal wiedergewählt werden, wodurch er weniger als acht Jahre amtiert. Theoretisch kann die Regelung die maximal erlaubte Amtszeit also auch auf rund sechs Jahre begrenzen.

### Geschichte seit dem Inkrafttreten
Harry S. Truman war zum Zeitpunkt des Inkrafttretens Präsident und daher gemäß dessen Bestimmungen als einziger von den dort getroffenen Regelungen ausgenommen. Er trat in der Tat bei einer der ersten Vorwahlen zur Wahl 1952 an, zog sich aber nach der Niederlage dort zurück.
Seither wäre es nur Lyndon B. Johnson möglich gewesen, für mehr als acht Jahre das Amt des Präsidenten zu bekleiden. Nach der Ermordung von John F. Kennedy im November 1963 rückte er als dessen Vizepräsident in das Amt des Präsidenten nach und amtierte für die restliche Amtsperiode, von der bereits mehr als zwei Jahre verstrichen waren, für 14 Monate als Präsident. Danach wurde er 1964 selbst zum Präsidenten gewählt. Wäre er nicht 1968 aus den Vorwahlen (Primaries) der demokratischen Partei zur Präsidentschaftswahl ausgestiegen, sondern nochmals zum Kandidaten nominiert worden, so hätte er im Falle eines Wahlsieges und einer damit einhergehenden weiteren Amtsperiode für insgesamt über neun Jahre Präsident sein können.
Gerald Ford, der im August 1974 nach Richard Nixons Rücktritt ins Präsidentenamt nachgerückt war, hätte, wäre er bei der Präsidentschaftswahl im Jahre 1976 gewählt worden, im Jahr 1980 nicht erneut für eine zweite volle Amtsperiode kandidieren können, da von Nixons Amtszeit noch mehr als zwei Jahre verblieben waren.

## Verhältnis des 22. zum 12. Zusatz
Fragen wirft die Interpretation des 22. Zusatzes im Verhältnis zum 1804 ratifizierten 12. Zusatzartikel auf, der bestimmt, dass eine Person, die nach der Verfassung nicht zum Präsidenten gewählt werden darf, auch nicht zum Vizepräsidenten gewählt werden darf.

“But no person constitutionally ineligible to the office of President shall be eligible to that of Vice-President of the United States.”

„Eine Person, die nach der Verfassung nicht in das Amt des Präsidenten gewählt werden darf, darf auch nicht in das Amt des Vizepräsidenten der Vereinigten Staaten gewählt werden.“

Während es unstreitig ist, dass nach dem zwölften Zusatz die direkt in der Verfassung verankerten Voraussetzungen für die Befähigung zum Präsidentenamt – Alter, natural born citizen und Wohnsitz – auch für die Ausübung des Amtes des Vizepräsidenten maßgeblich sind, ist umstritten, ob eine Person, die zweimal zum Präsidenten gewählt worden ist, danach noch zum Vizepräsidenten gewählt oder ernannt werden darf. Einige argumentieren, dass der 22. Zusatz in Verbindung mit dem 12. Zusatz jede Person, die zweimal zum Präsidenten gewählt worden ist, sowohl von einem späteren Dienst als Vizepräsident als auch von einer Nachfolgerschaft im Amte des Präsidenten – gleich von welcher Position des US-Ämtersystems ausgehend – ausschließt. Andere meinen, dass der 12. Zusatz die persönlichen Qualifikationen für die Bekleidung des Amtes normiere, während der 22. Zusatz lediglich die Voraussetzungen der Wählbarkeit regele.
Da seit dem Inkrafttreten des 22. Zusatzes kein zweimal gewählter Präsident das Amt des Vizepräsidenten angestrebt hat, ergab sich bisher nicht die Möglichkeit einer Klärung der Streitfrage durch die Gerichte.

## Kritik am 22. Zusatz
Der ehemalige Präsident Bill Clinton hat dafür plädiert, den 22. Zusatz zu ändern. So sollte es ehemaligen Präsidenten, die bereits zweimal in das Amt gewählt worden sind, erlaubt sein, sich nach Verstreichen eines gewissen Zeitraums erneut um das Amt zu bemühen. Zur Begründung gab er an, dass das Land in Zeiten der Krise die Leitung durch eine bereits erprobte und bewährte Persönlichkeit wünschen könnte. Laut Sherman Adams soll Dwight D. Eisenhower sich im Rahmen einer Pressekonferenz wie folgt kritisch zur Beschränkung der Amtszeit des Präsidenten geäußert haben: „Die Vereinigten Staaten sollten in der Lage sein, jede Person zu ihrem Präsidenten zu wählen, die gewünscht ist; unabhängig von der Anzahl der Amtsperioden, die diese Person bereits im Amte des Präsidenten verbracht hat“. Nach dem Ende seiner Amtszeit unterstützte auch Ronald Reagan öffentlich die Abschaffung des 22. Zusatzes. Auch der amtierende US-Präsident Donald Trump liebäugelt mit einer dritten Amtszeit. Sowohl Trump als auch Clinton, Eisenhower und Reagan wurden jeweils zweimal in das Amt des Präsidenten gewählt und sind bzw. waren somit vom 22. Zusatz betroffen.
In den letzten Jahren wurden mehrere Versuche unternommen, den 22. Zusatz zu ändern oder abzuschaffen. Sie blieben alle erfolglos.

## Ratifizierung
Der Zusatzartikel wurde von den einzelnen Bundesstaaten wie folgt ratifiziert:
- Maine: 31. März 1947
- Michigan: 31. März 1947
- Iowa: 1. April 1947
- Kansas: 1. April 1947
- New Hampshire: 1. April 1947
- Delaware: 2. April 1947
- Illinois: 3. April 1947
- Oregon: 3. April 1947
- Colorado: 12. April 1947
- Kalifornien: 15. April 1947
- New Jersey: 15. April 1947
- Vermont: 15. April 1947
- Ohio: 16. April 1947
- Wisconsin: 16. April 1947
- Pennsylvania: 29. April 1947
- Connecticut: 21. Mai 1947
- Missouri: 22. Mai 1947
- Nebraska: 23. Mai 1947
- Virginia: 28. Januar 1948
- Mississippi: 12. Februar 1948
- New York: 9. März 1948
- South Dakota: 21. Januar 1949
- North Dakota: 25. Februar 1949
- Louisiana: 17. Mai 1950
- Montana: 25. Januar 1951
- Indiana: 29. Januar 1951
- Idaho: 30. Januar 1951
- New Mexico: 12. Februar 1951
- Wyoming: 12. Februar 1951
- Arkansas: 15. Februar 1951
- Georgia: 17. Februar 1951
- Tennessee: 20. Februar 1951
- Texas: 22. Februar 1951
- Utah: 26. Februar 1951
- Nevada: 26. Februar 1951
- Minnesota: 27. Februar 1951

Die Ratifizierung des 22. Zusatzartikels durch die erforderlichen 36 von (damals) 48 Bundesstaaten wurde am 27. Februar 1951 mit der Ratifizierung durch Minnesota abgeschlossen. Anschließend wurde der Zusatzartikel noch von folgenden Bundesstaaten ratifiziert:
- North Carolina: 28. Februar 1951
- South Carolina: 13. März 1951
- Maryland: 14. März 1951
- Florida: 16. April 1951
- Alabama: 4. Mai 1951

Der 22. Zusatzartikel wurde nicht ratifiziert von Arizona, Kentucky, Massachusetts, Oklahoma, Rhode Island, Washington und West Virginia.